# Stara Synagoga w Izbicy Kujawskiej
Stara Synagoga w Izbicy Kujawskiej – pierwsza, drewniana synagoga znajdująca się w Izbicy Kujawskiej przy dzisiejszej ulicy Kolskiej 16.
Synagoga została zbudowana w XVIII wieku. W 1847 roku przeszła generalny remont. W latach 1880–1895 na jej miejscu wzniesiono nową, murowaną synagogę.